# 中國的慢性病
中國的慢性病（英語：Chronic disease in China）以及非傳染性疾病兩項所導致死亡的人數約佔該國死亡總人數的80％，佔失能調整生命年（DALYs）的70％（衡量整體疾病負擔的一種方法）。前述導致死亡和疾病的三大主因是心血管疾病、慢性呼吸道疾病和癌症，而中國民眾暴露於這些疾病危險因子的風險很高：有超過3億的男性吸菸、1.6億的成年人患有高血壓，其中大多數並未接受治療。肥胖症的流行迫在眉睫，現在大城市中有20％以上的7-17歲兒童/少年有超重或肥胖症的問題。中國中年人因慢性病而死亡的比率高於一些高收入國家。

## 概論
中國和世界其他許多地方一樣，政府原本只把重點放在傳染病的防治上，但是中國現在面臨的是疾病的"雙重負擔"。由於慢性病所產生的負擔，全國在預防方面也給予相對應的關注。
中國癌症預防與控制規劃（2004-10年）已執行，全國慢性病預防控制初步工作也已經完成（2005年底）。在某些領域已獲得進展，譬如10年以來，男性吸菸率以每年約1％的速度下降，甚至在大型的示範項目中也有更好的效果。但是，仍有許多工作需要實施，而資源和可持續性是重要的課題。但是，用以改善慢性病增長所需的監測和干預機制，由於累積有20年的經驗教訓，正迅速發展之中。
據說全球所有罹患癌症而死亡的人數中，約有25％是中國大陸居民，而中國死亡人數中，有五分之一（20％）是由於一種或多種癌症所導致。

## 流行病學
人口老化是造成慢性病流行的主要因素。2000年，中國人口中有7％的人年齡在65歲或以上，現在有4億人的年齡在20-39歲之間。如果目前的趨勢繼續下去，到2040年，65歲及以上的人群將增加到接近全部人口的 20％。在2000年至2040年之間，中國人口僅僅因為老化，預計因心血管疾病而死亡的人數會增加兩倍。
除了人口老化之外，中國還經歷許多社會和經濟上的巨大轉型（請參考：（中华人民共和国经济），這些會讓幾個主要慢性病的發生繼續增長。例如，自1978年以來，中國的經濟有驚人的成長，在迅速擴張的城市地區，人們的平均生活水準遠高於以往。從1990年到2000年，中國居住在城市中的人口比例從26％增加到36％，城市數量增加到663座，城鎮數量也急速上升。
2010年，中華人民共和國城市化程度為45％，而中國城市人口相較之前已增加2億，到2030年，城市化會達到60％（中國在2016年的城市化程度為57.35%，請參考中國城市化的英文版部分）。這種增長的代價是人民健康的變化。例如，城市化與中國糖尿病的罹患率之間存有正向相關的關係。研究顯示在中國，被診斷出中年患有糖尿病的人，最終平均會少活九年，而且死亡的風險遠高於西方國家的人。
城市化後迅速的環境變化，讓慢性病主要危險因子迅速流行。吸菸、營養不良以及缺乏體能鍛鍊，導致普遍的肥胖和高血壓的現像，並且缺乏體能鍛煉的生活模式正在增長。目前男性的吸菸率（過去30天吸菸）在2002年為57％，比1996年的63％有所下降。目前吸菸的女性不到3％。這種有利趨勢應該繼續維持，因為根據計算，1991年至1995年之間，男性肺癌的死亡率增加一倍，並且15至54歲的城市和農村勞動者之間，以每年2％至5％的速度增長。
吸菸人口減少（隨之的危險因子也減少）是唯一讓人覺得鼓舞的趨勢，它與同時期增加的成年人口中，菸草消費呈現已經到頂的情況吻合，就像其他國家大幅提高稅捐，導致菸草消費開始減少類似。1999年，中國首次進行的《全球青年煙草使用調查》，調查資料顯示13至15歲的學生之中，有22％曾經嘗試吸菸。而目前的吸煙率僅為5％。。2017年10月發表的的一份在2015年所作的調查，中國中學生的吸菸率為9.4% 
中國於2002年對營養與健康的領域做過首次綜合調查。通過中央政府的人口普查，動用243,479名人力，在31個省，自治區和直轄市的132個縣中，選出71,971戶家庭收集資料。 18歲或以上的人患有高血壓（血壓140/90或者更高）的為19％，比1991年增加30％。成人超重，和有肥胖症的各為23%及7%，在過去10年中，增加率分別為39%和97%。
特別值得注意的是，中國兒童有肥胖症的情況發展迅速。2000年，六個城市或省份（北京市、天津市和上海市、以及河北省、辽宁省、和山东省）的學生中，超重和肥胖的總體比率從1985年的1-2％上升，7-9歲男孩的是25％、10-12歲的男孩是25％，7-9歲的女孩是17％，10-12歲的女孩是14％。2002年，7-17歲兒童之中，在大城市有13％的超重和8％的肥胖症，在農村地區有2％的超重和不到1％的肥胖症。
根據Na Zhang和Guansheng Ma在2018年發表的文章，2015年，中國7歲以下兒童有超重問題的比率是8.4%；2014年，中國兒童，7歲，有超重或者肥胖症的比率是12.2%，7歲以上的是7.3%；這種兒童的人數是3,496萬。

### 經濟發展後果
慢性病對中國的經濟後果影響嚴重。僅在心血管疾病這一項，在2000年，年齡在35-64歲的群組，就喪失670萬年的有生產力壽命，造成的損失約為300億美元。這個數字中估計只有四分之一屬於直接的醫療衛生費用。如果目前的趨勢繼續下去，到2030年，在同一個年齡段，中國喪失的有生產力壽命總數估計會增加到1,050萬年。據估計，由於心臟病、中風和糖尿病對勞動力供應和財富儲蓄的影響，中國在2005年損失的國民收入約達180億美元。2005-2015年的10年期間的累計損失約為5,560億美元。

## 慢性病防治和控制進展
1963年，中國在上海市建立癌症註冊機制，所收集的數據促成首批處理慢性病項目的建立。例如，江西省靖安縣的子宮頸癌死亡率 1974年的每10萬人有42.0例，下降到1985年的每10萬人有9.6例。這至少部分歸功於"早期發現、早期診斷、和早期治療"的做法（由Kong L撰寫的報告，但未發表）。癌症是慢性疾病控制措施中的領先項目。2003年，負責衛生政策的衛生部根據各個領域的專家意見，完成一項國家癌症控制計劃。這項《中國癌症預防與控制規劃綱要（2004-2010年）》的某些內容已被執行，例如做子宮頸癌的快速診斷和篩檢試驗。
1991年至2000年，中國在三個城市（北京、上海和长沙市）為數300,000的城市人口中，進行一項以社區為基礎，有關糖尿病和高血壓管理的干預試驗。最顯著的結果是，中風的發生率在男性中下降52％，在女性中下降53％，中風的死亡率總體下降54％。
根據一項在2019年4月發表的報告，在2018年，中國有430萬新的癌症案例發生，290萬因癌症導致死亡的案例。和美國，英國比較，中國癌症發生率較低，但是癌症死亡率卻比這兩個國家高出30%到40%，而且，在中國的癌症死亡病例中有36.4%屬於消化道癌症（胃部、肝臟、還有食道癌症），而且預後管理的效果也比較差。
1995年，世界銀行貸款項目健康七號（World Bank’s Health VII）：中國疾病預防項目-健康促進項目（1996-2002），在中國的七個城市展開：北京市、天津市、上海市、成都市、洛阳市、柳州市、和威海市、加上雲南省的一些地區。這個方案覆蓋約9,000萬人。迄今，已做出報告的慢性病處理結果中，成年男性吸菸者總體下降15％，而在北京市，由於高血壓檢測和治療顯著增加，在項目實施的最後一年，心血管疾病的死亡率下降超過15％。（Wu Z，北京市心肺血管疾病研究所所長的個人通訊資料）。
根據這個項目的經驗，衛生部於1997年開始在全國建立慢性病預防治療示範點。設立32個社區點，主要活動包括社區診斷、社區動員、制定社區綜合干預措施（吸菸控制、健康飲食、體育鍛煉、防治高血壓、心理健康、心血管疾病、糖尿病、癌症、慢性呼吸道疾病的預防和控制）、訓練、和干預措施的評估。

## 當前政策活動
根據危險因子的模式，和人口學趨勢，中國預防慢性病的最優先的重點是對高達1.6億有高血壓成年人的血壓做控制，並幫助超過3億成年男性吸菸者戒菸。雖然目前尚無有關吸菸者戒菸意願的數據，但“健康七號”項目在6年的時間裡達成男性25％的總體戒菸率。在上海的示範點，控制高血壓方面也有進展，在3年的時間裡，高血壓患者的心血管疾病死亡率降低一半（由Kong L撰寫的報告，但未發表）。
中國在2003年11月認可，並簽訂世界衛生組織（WHO）的《煙草控制框架公約》。他們在過去的20年中，曾採取的行動包括：傳播煙草控制信息和健康教育；制定一系列煙草控制法律、法規、和規定；組成煙草控製網絡；舉辦研討會和專題討論會；逐步限制和禁止煙草產品廣告；舉行大規模煙草控制運動；對青年控制煙草使用；支持和參與《世界衛生組織煙草控制框架公約》的談判。 2008年奧運會被設定為一個無煙的奧運會。
中國在2015年的吸菸流行率是27.7%（男性52.1%，女性2.7%）。中國已經採取重大行動來控制煙草使用，包括在19個城市制定綜合禁煙法，並且擴大戒菸服務。2015年，中國有766,000新的肺癌病例（佔所有癌症新病例的17%），610,000肺癌死亡病例（佔所有癌症死亡病例的21.7%）。肺癌是中國最常被診斷出來的癌症，是中國癌症死亡的領先病症。
為改善中國人民的營養和健康狀況，政府持續制定和頒布系列的政策，並且實施許多項目。一項重點是放在小學，示範項目在減少兒童肥胖症方面，取得不錯的成績。例如，在中國四個城市辦理的一個項目中，3年級和4年級男孩（8-14歲）的肥胖症比率在1年內，從21％降低到14％（Tian B，中國健康教育研究所，個人通訊資料 ）。
為了應對慢性病的巨大挑戰，衛生部透過WHO的支持，與有關部門合作，制定第一個中國防治慢性病中長期規劃（2005 –15年）。這個計劃要求採取一種綜合而全面的方法，來控制和預防心血管疾病、癌症、慢性呼吸道疾病、和糖尿病。在至少四個領域採取優先行動：成年男性吸菸、高血壓、超重、和肥胖症，以及建立慢性病的控制能力。
中國進一步在2017年12月發布中國防治慢性病中長期規劃（2017—2025年）

## 監測和資訊系統
中國疾病預防控制中心（CDC）在2002年成立慢性非傳染性疾病預防控制中心（NCNCD）。 NCNCD是國家一級的慢性病預防和控制機構，負責監測和針對人群行使干預措施，並建立國家慢性病控制網絡。目前，幾乎所有省級疾病預防控制中心，都有明確的責任和使命，為管理慢性病而發展人事組織，以及籌措經費。在大多數省份中都建有區域級的疾病預防控制中心，並且為下一層級，例如縣的單位指派疾病預防人員。
中國在1978年建立國家疾病監測報告系統，做國家全面的疾病監測，該系統主要用於傳染病的監測報告，並承擔一些慢性病的監測報告責任。這個系統在2004年被擴展和調整，成為整個中國疾病監測報告的代表。修訂後的系統包括150個疾病監測點。這個系統目前的措施包括升級死亡原因登記，以便每個疾病監測點都成為當地人口死亡的登記中心。 疾病監測系統由NCNCD負責，這個系統是國家用於監控慢性病的重要機構。（請參考：中國疾病監測）
中國按照WHO STEPs監測系統（WHO STEPs Surveillance （页面存档备份，存于））的框架，在2004年8月執行首次國家危險因子監測調查，樣本量來自監測點系統中的79個縣或地區的42個村莊或更小社區，加上314個城鎮或社區，總共包含33,180個人。對收集到的資料數據做分析，並在2005年末發布一份完整的報告。中國當時正開發一個國家危險因子監測系統，由受過訓練的省級和地區疾病預防控制中心人員，根據國家標准，進行區域危險因子的調查，這些區域危險因子是國家系統中一個重要的組成成分。

## 挑戰
有關中國的慢性病預防，最緊迫的問題是與吸菸和高血壓兩項相關。當前這一代的成年人罹患肥胖症的風險相對較低，但除非採取行動，否則下一代肥胖症的迅速擴散，會影響到21世紀下半葉的慢性病發病率和死亡率。如果中國未能儘速控制這些危險因子，它們所產生的社會和經濟上的後果會非常嚴峻。示範項目已顯示，中國可以控制慢性疾病的危險因子。中央政府面臨的挑戰是如何擴大這些干預措施，並建立有效的國家慢性病控制計劃能力。

## 外部連結
- Kadoorie Study of Chronic Disease in China (KSCDC)
- Cohort Profile: The Kadoorie Study of Chronic Disease in China (KSCDC)（页面存档备份，存于） International Journal of Epidemiology 2005 34(6):1243-1249; doi:10.1093/ije/dyi174